# Crystallion
Crystallion är ett tyskt power metal-band från Siegsdorf i Bayern som bildades 2003.
Bandet spelar huvudsakligen power metal, men har under åren mer och mer kommit att röra sig mot traditionell heavy metal och hårdrock.

## Historik
Bandet grundades 2003 och ursprungligen skötte gitarristen Andy Schraml även sången innan man rekryterade den österrikiske tenoren Thomas Strübler. Han medverkar på bandets första fyra skivor.
Efter att ha spelat in och givit ut EP:n Knights of the Apocalypse : ...Nemesis i egen regi 2005 säkrade man ett skivkontrakt med STF-Records, och debutalbumet A Dark Enchanted Crystal Night släpptes 2006. Därefter utkom albumen Hattïn och Hundred Days 2008 och 2009, båda på olika skivbolag. De två senare är konceptskivor som behandlar historiska skeenden: De kristna korstågen i allmänhet och Slaget vid Hattin i synnerhet, respektive den franske kejsaren Napoleons uppgång och fall.
Bandets fjärde album Killer släpptes 2013 och utgör en stiländring från den europeiska power metalen till en rakare och mer traditionell heavy metal/hårdrock.
Sångaren Thomas Strübler lämnade bandet 2019 och ersattes av Kristina Berchtold. Hon medverkar på gruppens femte album, Heads or Tails, men hoppade av bandet kort efter att skivan släppts 2021. Den nuvarande sångaren Tony Sunclear anslöt 2022.

## Medlemmar
- Steve Hall – basgitarr (2003– )
- Martin Herzinger – trummor (2003– )
- Patrick Juhász – gitarr (2004–2016, 2022– )
- Werner Hießl – gitarr (2021– )
- Tony Sunclear – sång (2022– )

## Tidigare medlemmar
- Manfred G. Stief – gitarr (2003–2007)
- Andy Schraml – gitarr, sång (2003–2005)
- Manuel Schallinger – keyboard (2004–2012)
- Thomas Strübler – sång (2005-2019)
- Florian Ramsauer – gitarr (2007–2008)
- Kristina Berchtold – sång (2019–2021)

## Albumdiskografi
- A Dark Enchanted Crystal Night (2006)
- Hattïn (2008)
- Hundred Days (2009)
- Killer (2013)
- Heads or Tails (2021)